# Pujllay Ayarichi
Le Pujllay et l'Ayarichi sont des musiques, chants et danses cérémonielles interprétées par la communauté des indiens Yampará de Bolivie, dans la région de Tarabuco (capitale de la province de Yamparáez, département de Chuquisaca, au sud de la Bolivie), à 65 km de Sucre, la capitale constitutionnelle de l’État plurinational de Bolivie. Elles ont une dimension à la fois festive, religieuse et culturelle. Elles sont très précisément codifiées sur le plan esthétique et rituel, et requièrent de ce fait une profonde connaissance des traditions locales pour être interprétées, appréciées et comprises. Elles ont très certainement des racines précolombiennes, même si elles s'expriment dans un contexte de syncrétisme religieux.
Ces traditions mettent donc en scène une diversité de savoirs qui exigent un important effort collectif ; d'autant que la totalité des communautés de culture Yampará participent à l'élaboration de ces manifestations. L'ensemble de la population yampara, qui parle une des variétés de la langue quechua, regroupe environ 30 000 personnes.

## Description

### Deux rites en écho
Pujllay et Ayarichi sont deux formes culturelles complémentaires. Elles forment un tout et se répondent en écho, l'une pour la saison des pluies, l'autre pour la saison sèche.
Au début de la saison des pluies, le Pujllay célèbre le renouveau de la vie, de la richesse des récoltes et de la prospérité des plantes générées par les pluies. Rituel, sons, musique, danse et costumes évoquent et invoquent le « Tata Pujllay », une entité démoniaque et féconde, ambivalente donc, pourvue d'une énergie intense et débordante, qui incarne les forces à la fois dangereuses, créatives et fertiles de l'univers. Cette entité est tantôt décrite comme un cavalier, tantôt comme un cheval, ce qui explique en partie la présence et l'exagération des grands éperons que l'on voit dans le costume masculin du Pujllay.
L'Ayarichi, lui, est dansé durant la saison sèche, au moment de festivités religieuses syncrétiques dédiées aux saints catholiques dont le pouvoir est censé assurer l'équilibre de l'univers, et régir l'ordre tant social que cosmique qui influe sur la préservation de la vie.
Des artisans plus ou moins spécialisés se chargent de la confection des costumes colorés, les tissant avec la plus grande minutie, veillant religieusement au moindre détail, car ce travail fait déjà partie du rituel. L'exécution de ces deux rites conjoints mobilise un vaste ensemble de réseaux communautaires qui apportent boissons et nourritures en abondance. La transmission aux enfants des connaissances rituelles et des techniques musicales et chorégraphiques s'effectue généralement lors de jeux enfantins collectifs par observation et mimétisme des pratiques des adultes, sans intervention directe de ceux-ci. Le Pujllay et l'Ayarichi contribuent à l'unité et à l'identité culturelle des communautés indigènes (ou ayllu) de culture yampara dans la mesure même où ils constituent un moyen privilégié de communication avec la nature.

### Pujllay

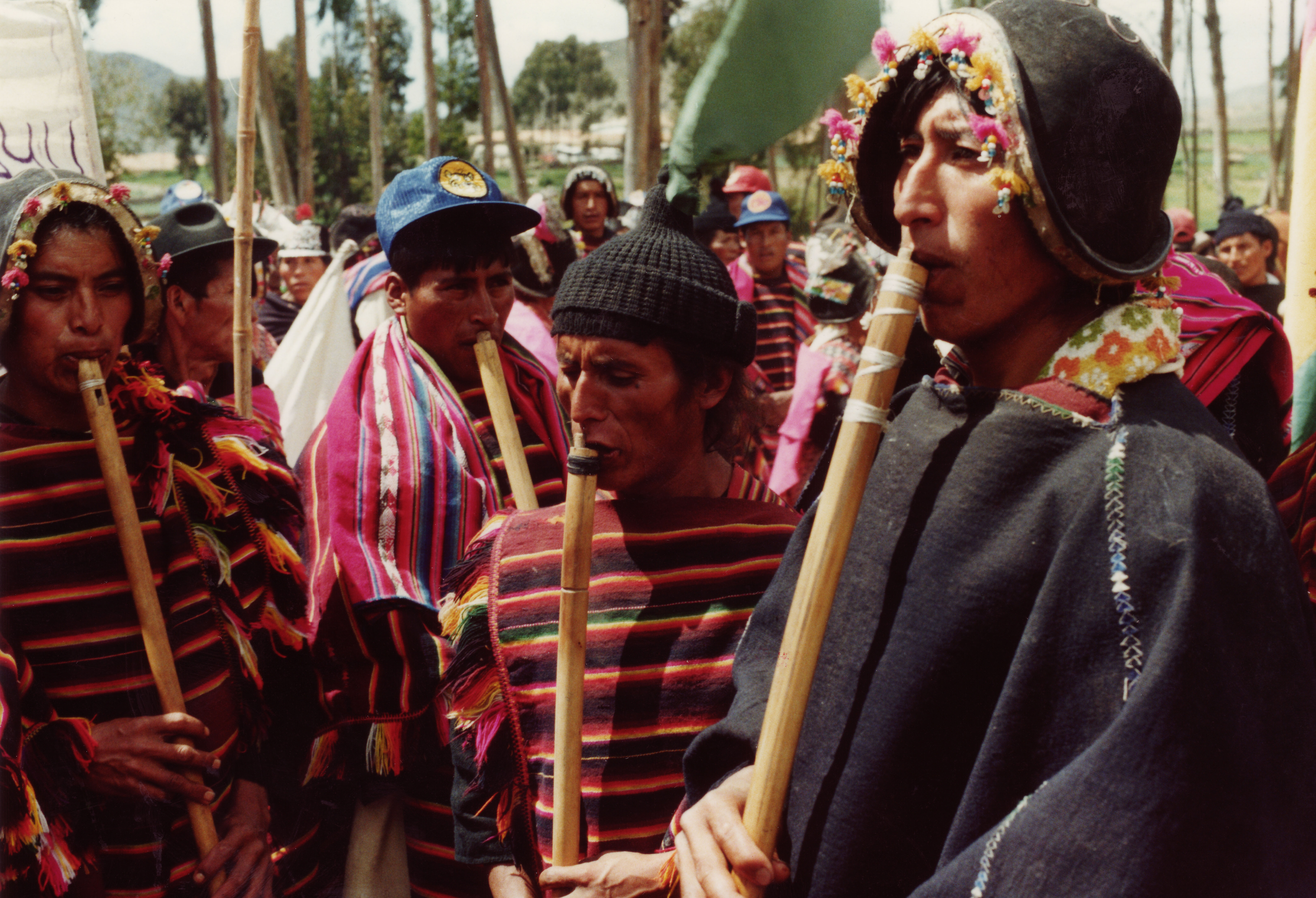
Musiciens interprétant la musique du Pujllay avec les flûtes pinquillo et mohoceño droit (appelé cherque) à Tarabuco en 2011.

Les musiciens qui accompagnent le Pujllay jouent de diverses flûtes du genre pinquillo. La plus grande de ces flûtes porte le nom de toqoro (ou tokhoro, du nom de la canne épaisse dans laquelle on taille cette flûte), mais son nom le plus courant est senqatanqana, ou Senka Tenkana, dont le nom vient du quechua sinqa (nez ou narine) et tanqana (ce qui pousse) donc littéralement : « la-narine-qui-pousse ». Elle appartient à la famille des flûtes andines des pinquillos, mais elle est proche du mohoceño, car c'est comme lui une flûte à bec et à conduit externe, nomenclaturée comme lui 421.211.12 dans le système Hornbostel-Sachs (voir l'article : Liste des aérophones dans le système Hornbostel-Sachs). D'autres flûtes andines accompagnent le Pujllay : le grand pinquillo proprement dit, déjà cité, et le mohoceño droit appelé cherque. Ces flûtes sont accompagnées par une sorte de grande trompe de corne portant le nom de wajra.
Les danseurs sont costumés en « Tata Pujllay » : c'est un costume traditionnel avec une montera (ou coiffe spéciale) sertie de fleurs et de pompons, et qui a le plus souvent une forme qui rappelle celle des casques des conquistadores espagnols du  XVIe siècle. Les danseurs ont parfois des grelots aux chevilles et toujours de lourdes sandales à semelle de bois surélevée très épaisse, qui sont munies d'énormes éperons en fer qui ont une forme (et une fonction) de sistre pour rythmer les pas. Les pieds dans ces sandales sont nus, mais les chevilles et les mollets sont couverts de bas tricotés de laines multicolores avec des motifs géométriques ou parfois figuratifs (lamas). La tunique de base est noire mais recouverte de nombreux tissus et foulards de couleurs, les jambes noires du pantalon sont très amples et blanches à la base. Un foulard pourpre ou rouge (à droite) et/ou un drapeau blanc (à gauche), qu'ils font jouer alternativement avec leurs mains, sont accrochés à leur ceinture à laquelle sont fixées aussi des clochettes.
Le costume féminin est assez proche, avec des nuances : la robe est noire, mi-longue (juste au-dessous du genou) ; les épaules sont couvertes d'un châle (ou d'une cape) généralement tissé et multicolore tenu par une énorme épingle anglaise ; il y a sur le devant, parfois déporté sur le côté, une sorte de tablier lui aussi tissé de motifs géométriques multicolores. Les sandales des femmes sont en général habituelles (en cuir), mais parfois aussi comme celles des hommes avec des semelles en bois épaisses mais moins hautes que les semelles masculines, et parfois comme celles-ci ornées de clous de cuivre ou de punaises multicolores avec une dominante de jaune-rouge-vert (les couleurs de la Bolivie et des fleurs et feuilles de la cantuta). La coiffe est en forme de pagode et richement ornée : tissée de perles de couleurs, agrémentée de pompons, elle couvre un bandeau portant de longs rubans multicolores pendant de chaque côté du visage, et une frange de laine sur le front avec des pièces de monnaie. Les femmes aussi peuvent porter un drapeau blanc, plus rarement un foulard pourpre. Elles portent des bijoux qui évoquent le monde céleste, le soleil et la lune.
Les danseurs tournent inlassablement autour d'un grand autel monté sur une échelle en bois, splendidement décoré avec de la nourriture en offrande à la Pacha Mama (Terre Mère) : la pukara, qui est construite et investie comme un symbole d'abondance et un heureux présage pour les récoltes futures.
La Fête du Pujllay se tient à Tarabuco et dans sa région, à 65 km à l'est de Sucre, le 2e ou le 3e dimanche de mars, selon les sources et selon les années ; elle est appelée de façon erronée le « carnaval de Tarabuco » ; tous les garçons ayant atteint l’âge de 15 ans y participent. En fait, il s'agit de la commémoration d’une bataille gagnée par les communautés indigènes contre les Espagnols en 1816, la bataille de las Carreras en Jumbate, dans le contexte des guerres d'indépendance de l'Amérique hispanique, et de la lutte contre le colonialisme depuis la Conquista. Bien que pujllay signifie « jeu » en quechua, les danses et les célébrations ont lieu en l’honneur des victimes de cette bataille.

Costumes du Pujllay
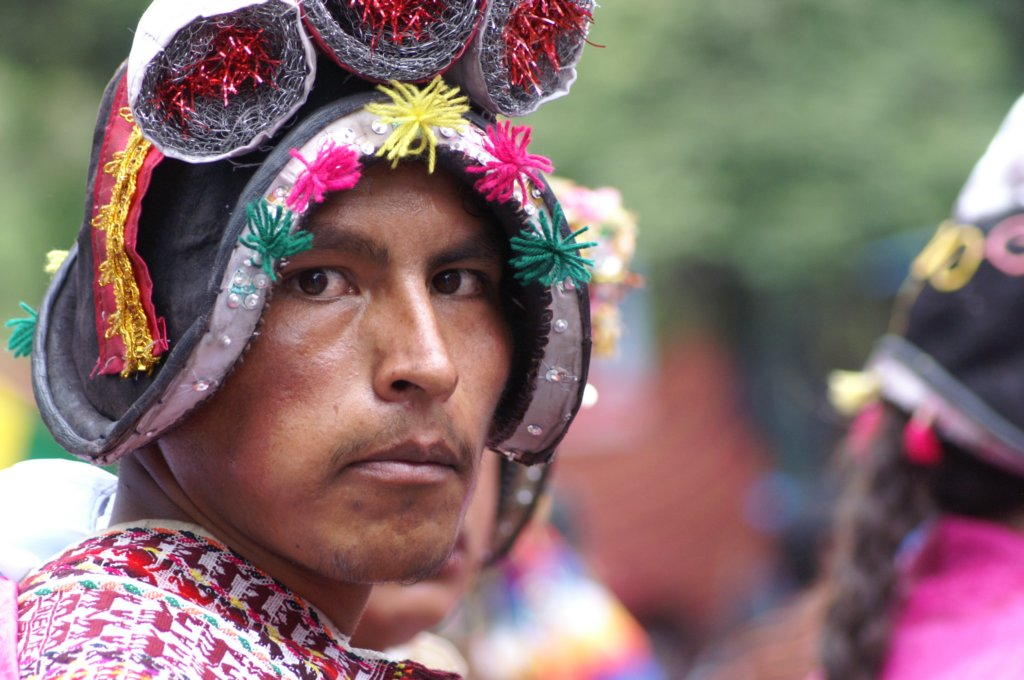
Photographie prise durant le Carnaval d'Oruro représentant la coiffe traditionnelle (montera) utilisée pendant la cérémonie et la danse du Pujllay. Elle mime, par dérision, les casques des conquistadors espagnols du  XVIe siècle. La même coiffe est utilisée pour le combat rituel et la danse du Tinku.
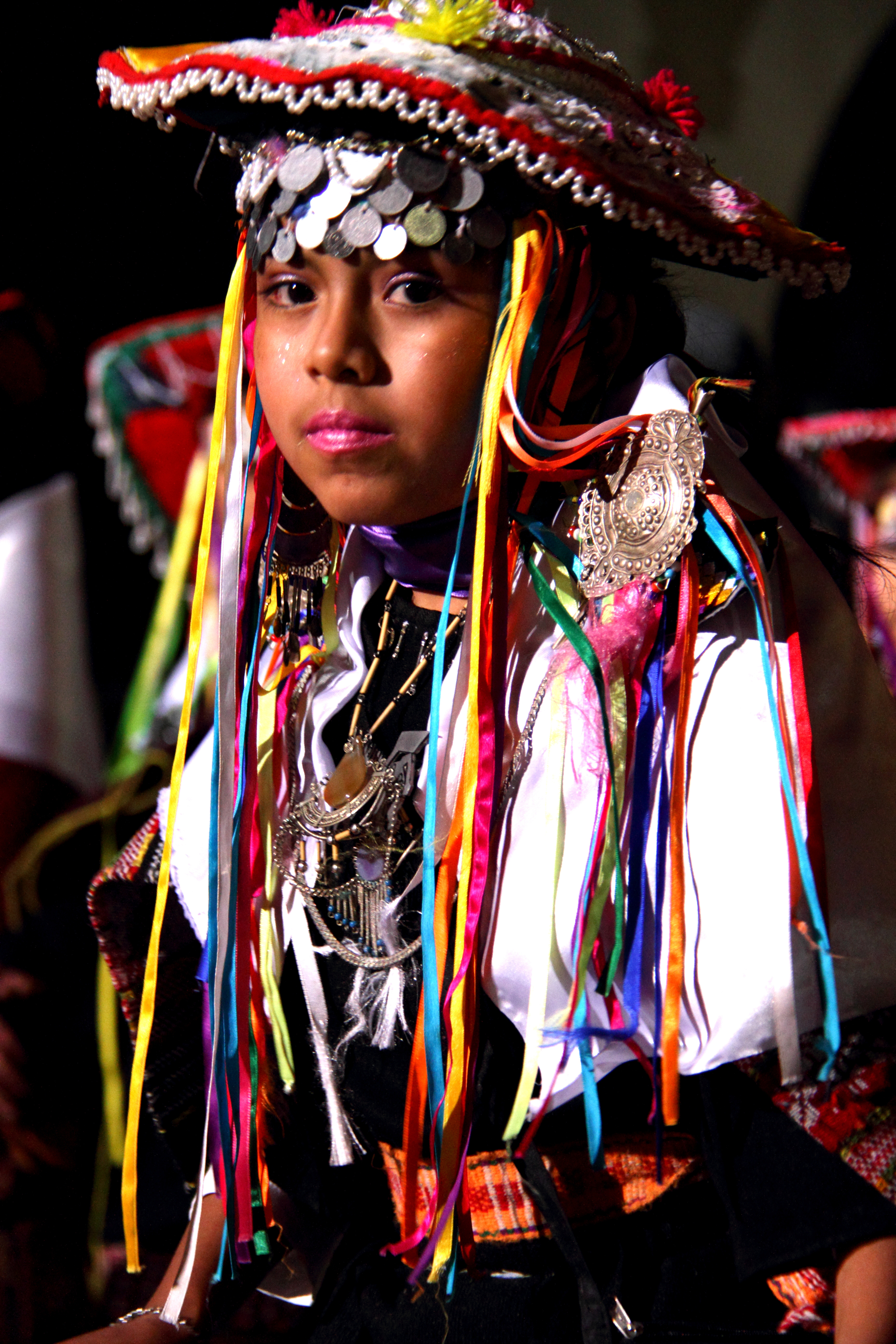
Costume féminin de la danse yampara du Pujllay, avec la coiffe en forme de pagode richement ornée, ses rubans colorés et pièces de monnaie (2012).
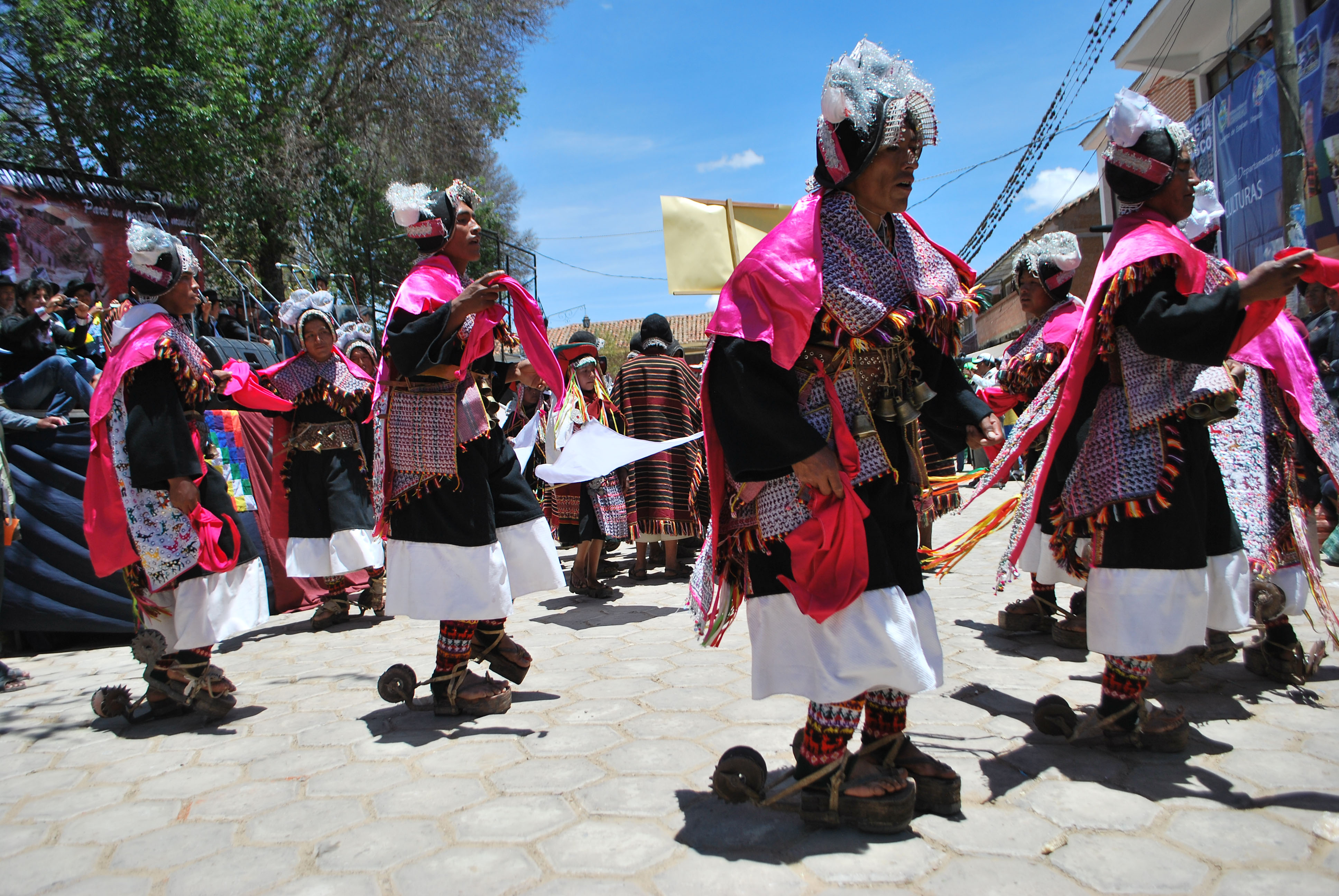
Danse du Pujllay à Tarabuco en 2010. Vue d'ensemble du costume masculin (et féminin en arrière-plan) : on distingue bien les sandales à semelle surélevée, avec leurs énormes éperons parodiques (rappelons que les premiers cavaliers du Nouveau Monde furent les conquistadors), qui servent aussi de sistres pour rythmer le pas.

### Ayarichi
Le groupe qui interprète l'Ayarichi, lui, est formé de quatre musiciens-danseurs, chacun jouant simultanément du wankara (tambour) et du siku (flûte de Pan) ; le wankara est une sorte de grande Tinya (es), soit un grand et puissant tambour andin plus large que haut, contrairement au bombo, l'autre grand tambour des Andes. Ces musiciens entrainent de deux à quatre jeunes danseuses appelés taki. À certains moments, les participants au rituel chantent accompagnés par le charango (le petit luth des Andes), superposant leur musique à celle jouée par le groupe Ayarichi. Un personnage comique, appelé Machu kumu, accompagne l'ensemble et fait mine d'en être le conducteur.
Contrairement au Pujllay où les danseurs développent une grande et inlassable énergie, les mouvements de l'Ayarichi sont contenus, légers et modestes. Cette lenteur et cette économie en énergie voulues reflètent les restrictions imposées par le temps sec. De même, la géométrie de la chorégraphie avec ses va-et-vient, ainsi que le caractère répétitif de la musique, créent un espace visuel et une bulle sonore où l'ordre et la symétrie prévalent, conjurant le mauvais sort.
De même, les costumes masculin et féminin de l'Ayarichi ressemblent à ceux du Pujllay, mais généralement plus sobres, moins multicolores et moins richement ornés, et sans les "éperons-sistres" des hommes. Les hommes peuvent porter la même coiffe ou montera que lors du Pujllay mais en plus sobre, ou rester tête nue, ou encore porter leur chapeau de feutre de type borsalino habituel, mais agrémenté sur l'arrière de rubans multicolores.
Enfin, l'ambiance générale, les types de musique qui accompagnent l'Ayarichi, de même que la gestuelle et les pas de danse ne sont pas du tout les mêmes que pour le Pujllay. Et déjà les instruments de musique sont tout différents ; dans le Pujllay, il n'y a que des instruments à vent : grandes flûtes droites, isolées, à conduit d'insufflation (pinquillo, mohoceño droit ou cherque, senqatanqana), et grande trompe en corne (wajra), avec quelques percussions (aux pieds : grelots et éperons-sistres). Alors que dans l'Ayarichi, il y a certes des vents (quoique différents : flûtes polycalames ou siku), des percussions fortes (grands tambours wankara), mais aussi des cordes (charango), et du chant.
Les festivités, musiques, danses et pratiques cérémonielles du Pujllay et de l'Ayarichi sont donc à la fois bien distinctes, et en même temps indissociables, ne serait-ce que par leur appartenance à la culture yampará, ainsi que par leurs dimensions sacrées complémentaires, par leurs composantes chamaniques (car reliées aux événements climatiques en contexte rural), et par leurs aspects communs de rituel de fertilité et de rite social.

## Renommée
Le prestige de Pujllay a amené un groupe de musique folklorique traditionnelle argentin fondé en 2009 à prendre ce nom.
Pujllay et Ayarichi ont été inscrits en 2014 par l'UNESCO sur la liste du patrimoine culturel immatériel de l'humanité. Le certificat de cette inscription a été porté à la petite ville de Tarabuco le jour de la fête de Pujllay, le 15 mars 2015.
À Paris, le même jour Pujllay et Ayarichi ont été dansés par des Boliviens de Paris au Carnaval des Femmes - Fête des Blanchisseuses 2015.